# Bundesmonopolverwaltung für Branntwein

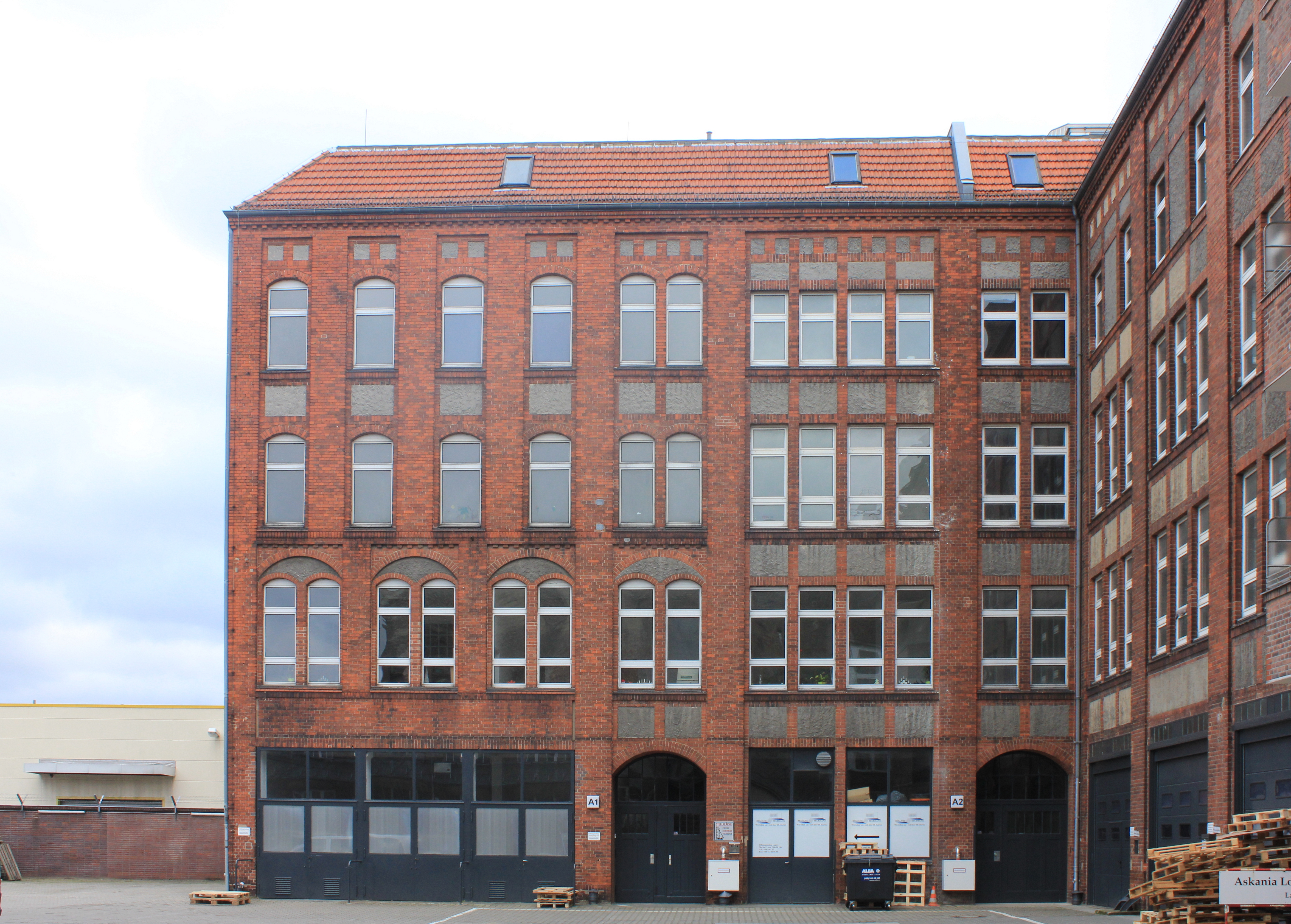
Verwaltungsgebäude in der Ringbahnstraße 10–14; dahinter das Tempelhofer Feld

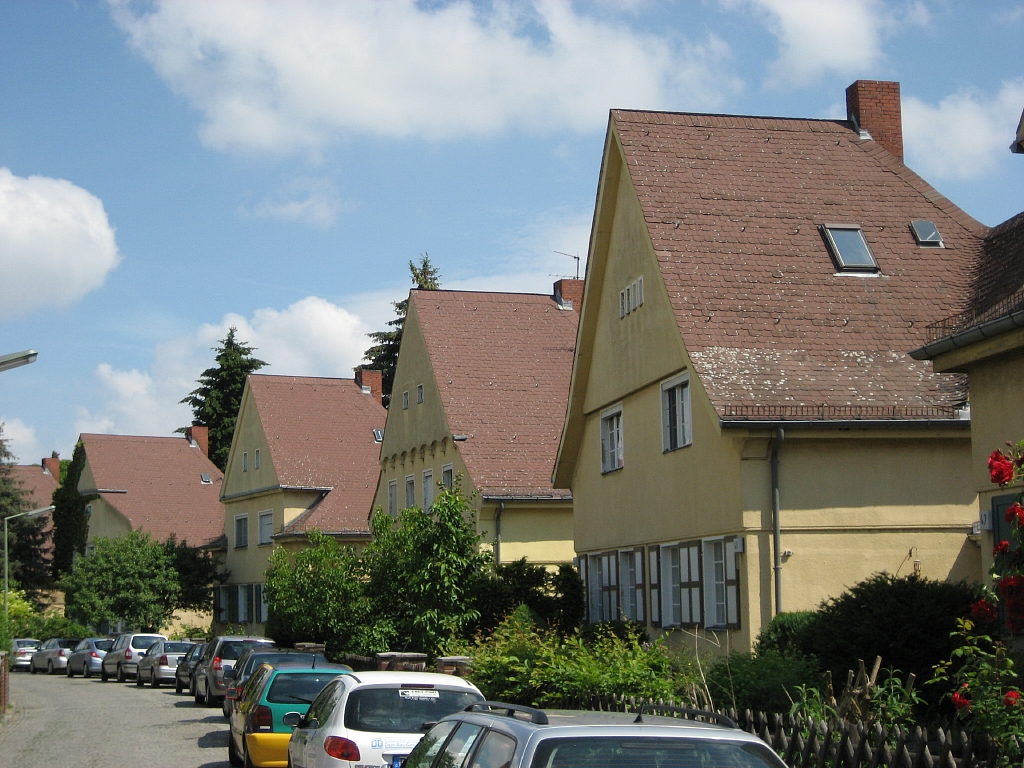
Monopol-Siedlung

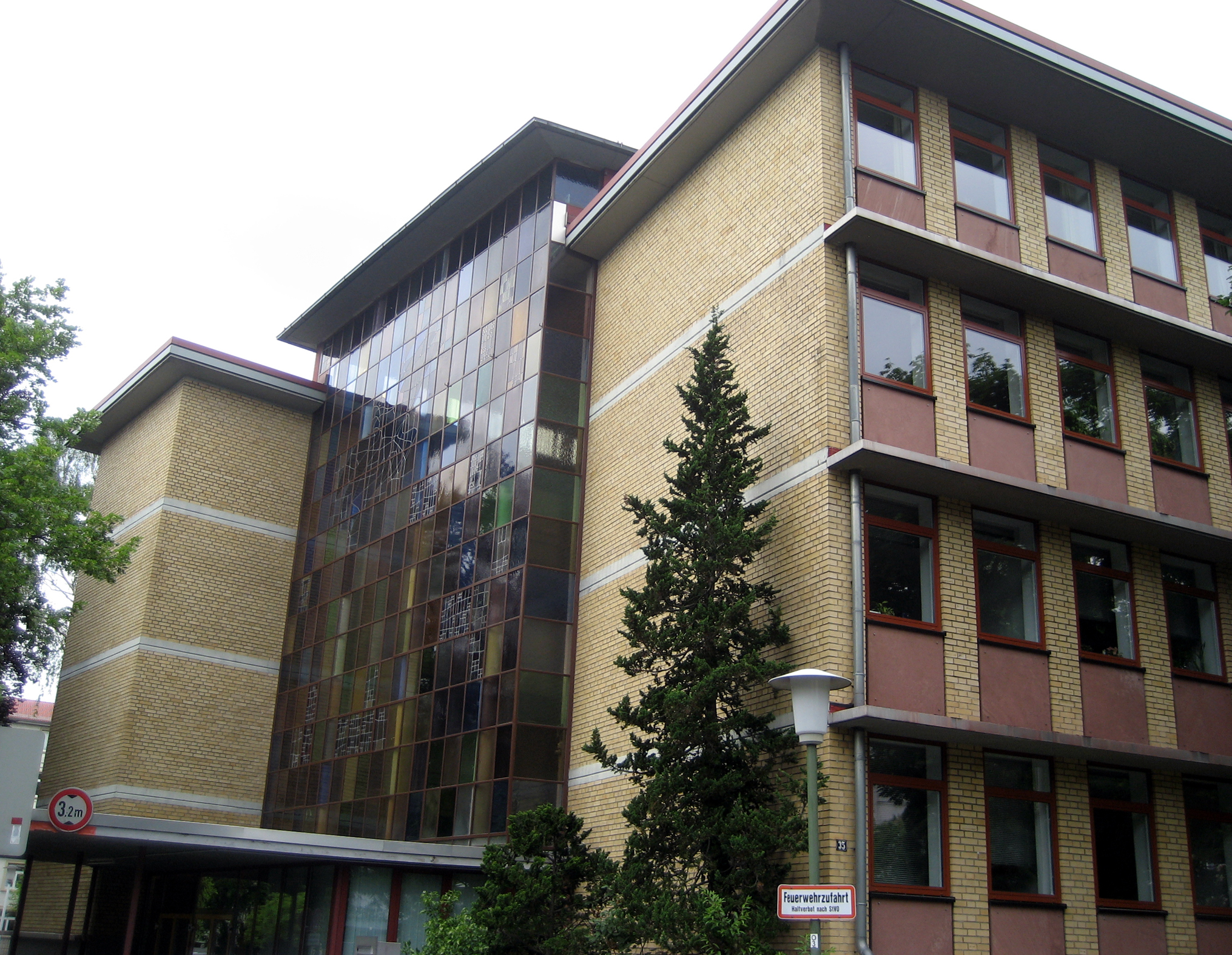
Zentrale in Offenbach

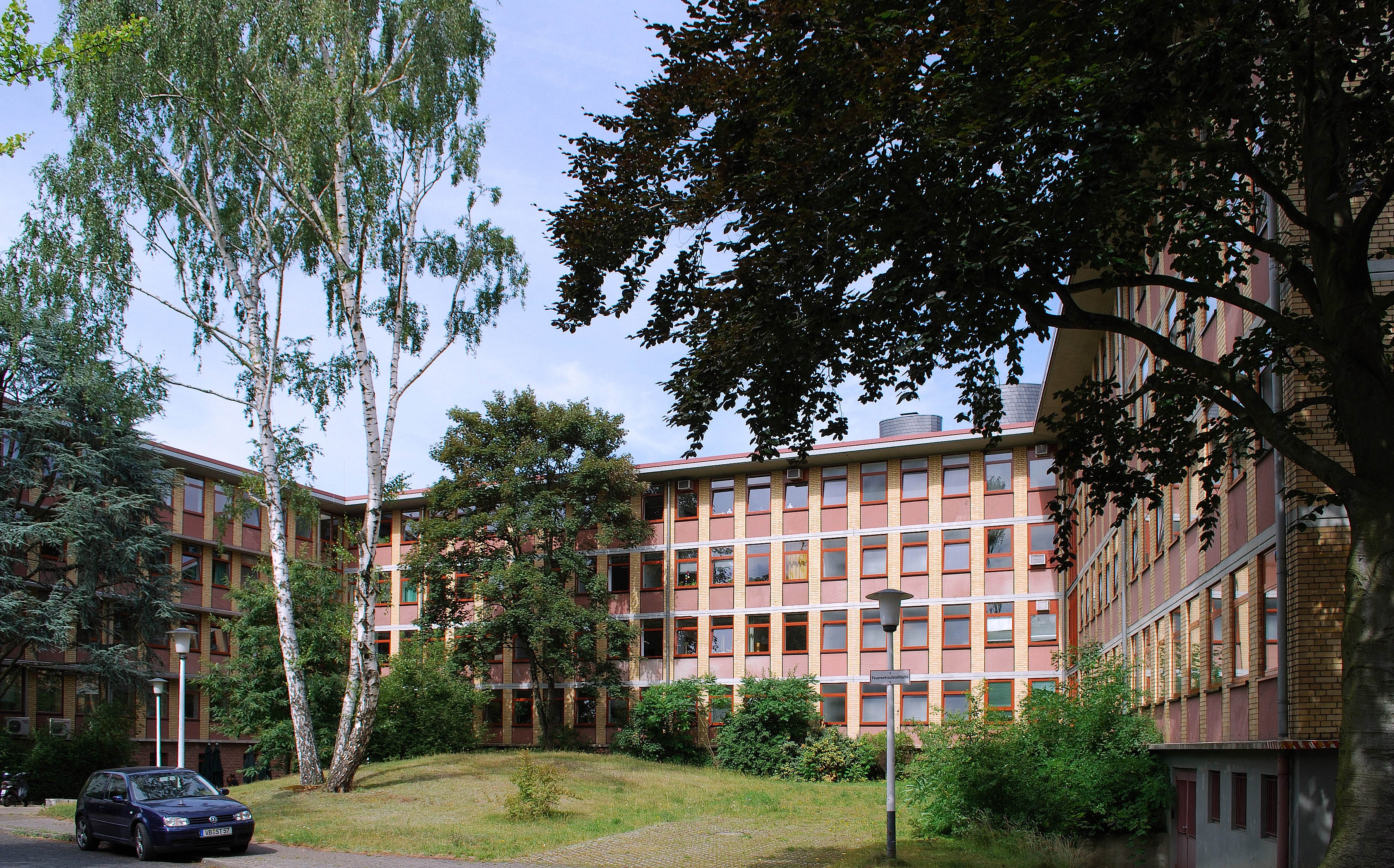
Zentrale in Offenbach

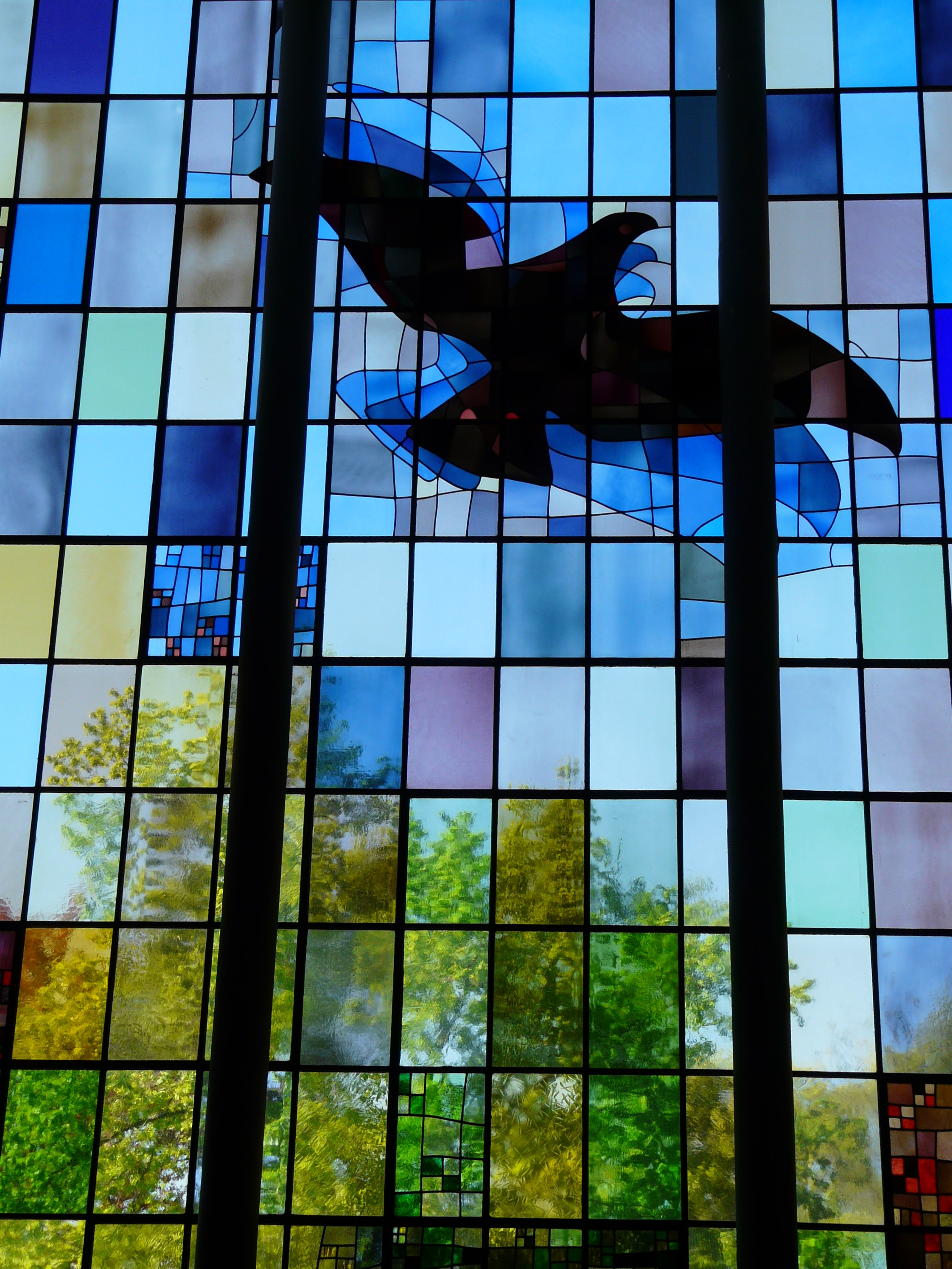
Antikglasfenster Hans Leistikow von 1954 im Gebäude der (früheren) Bundesmonopolverwaltung für Branntwein in Offenbach

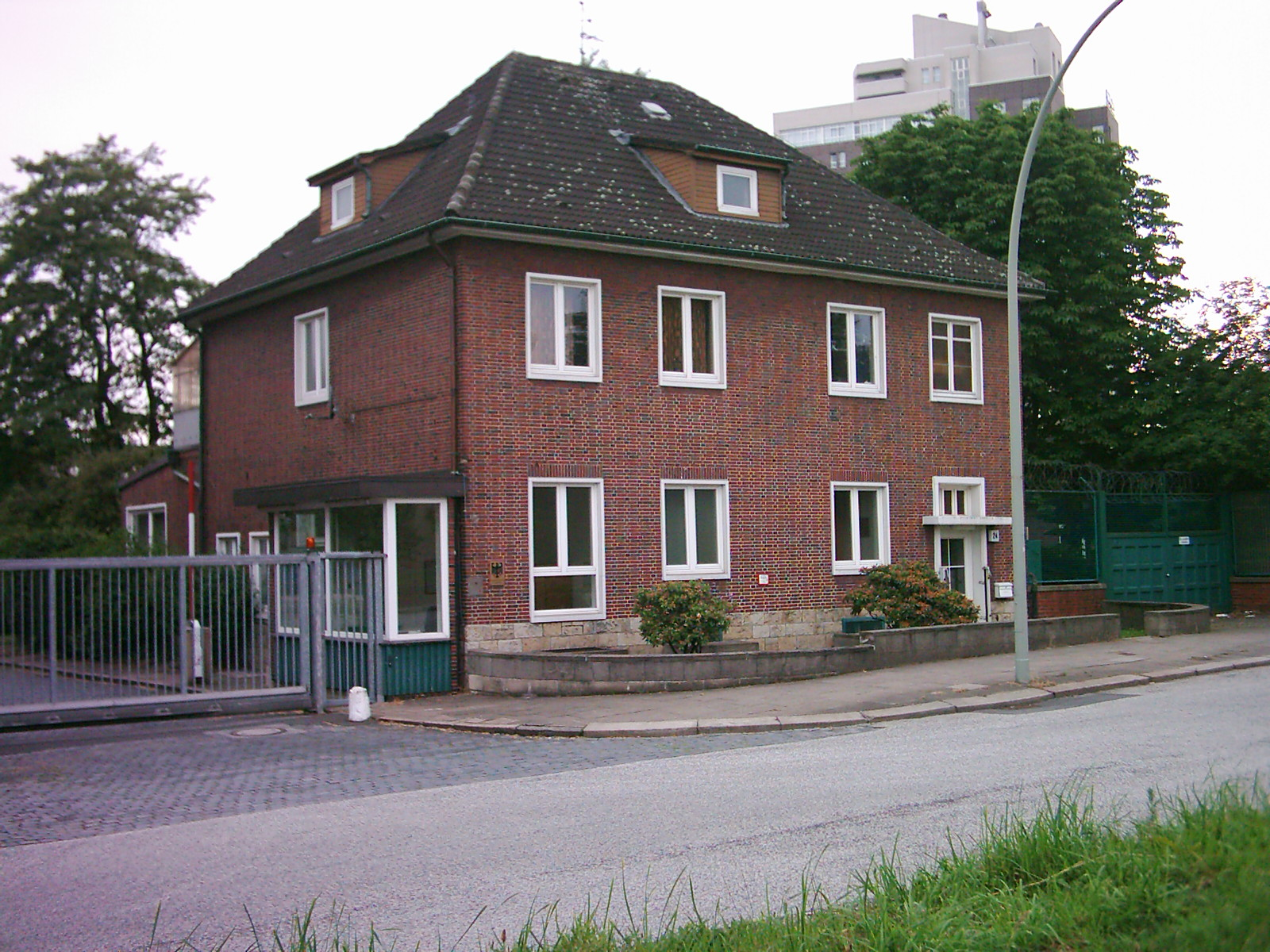
Niederlassung der Bundesmonopolverwaltung für Branntwein in Hamburg

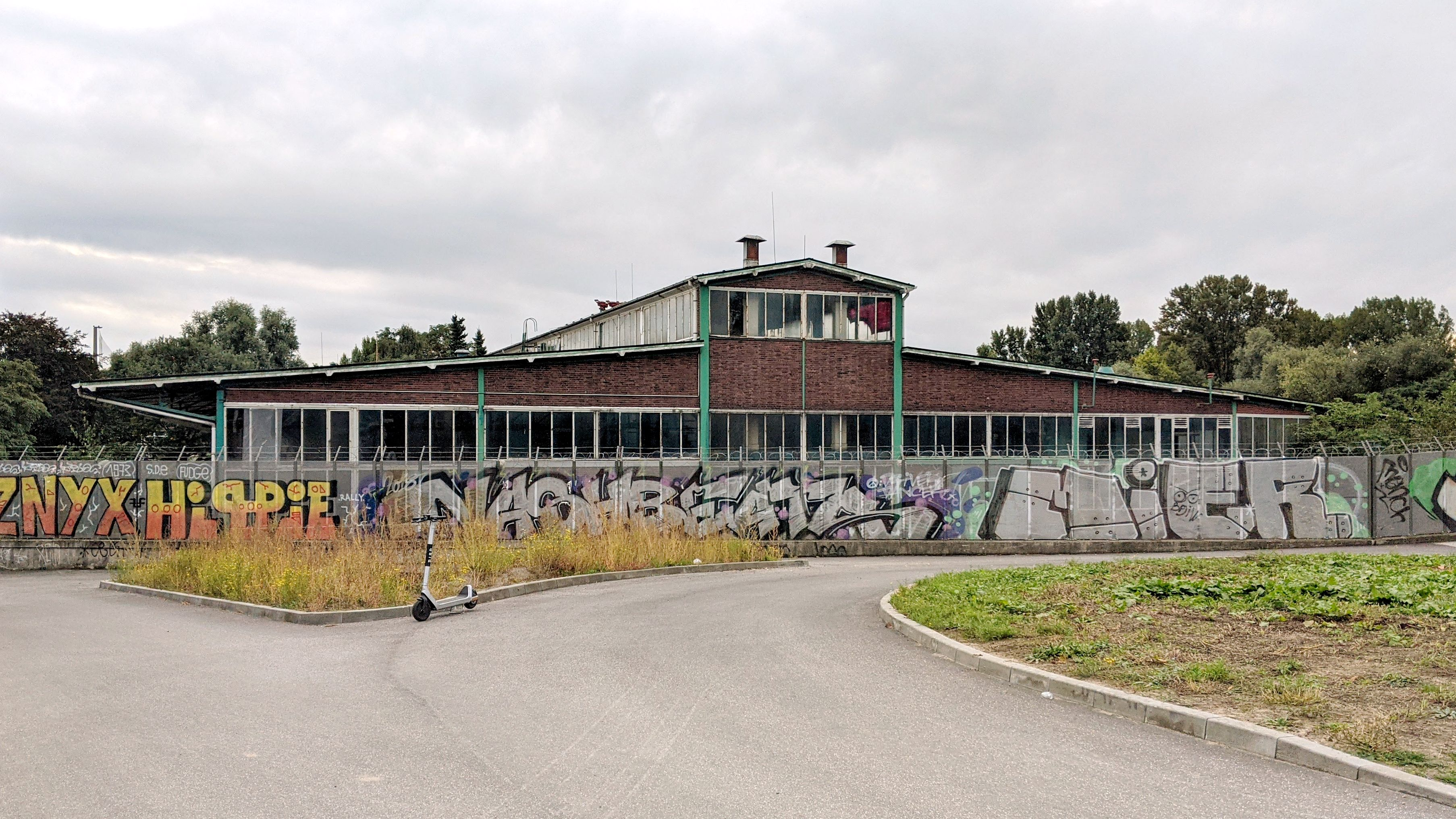
Niederlassung Hamburg, Lagerhalle am Entenwerder Haken, Ansicht vom Alexandra-Stieg

Die Bundesmonopolverwaltung für Branntwein (BfB) mit Sitz in Offenbach am Main war eine Bundesoberbehörde im Geschäftsbereich des Bundesministeriums der Finanzen, die zur Aufgabe hatte, das Branntweinmonopol zu verwalten. Sie war die Nachfolgeorganisation der 1922 gegründeten Reichsmonopolverwaltung (RMV). Nach dem Außerkrafttreten des Branntweinmonopolgesetzes zum 31. Dezember 2017 erfolgte die Auflösung der Behörde zum 31. Dezember 2018.

## Geschichtlicher Hintergrund

### Die Reichsmonopolverwaltung
Um die unkontrollierte Herstellung und den Vertrieb von Branntwein zu Beginn des 20. Jahrhunderts in geordnete Bahnen zu lenken, gründete das Deutsche Reich 1922 die Reichsmonopolverwaltung (RMV) mit Sitz in Berlin; sie war dem Reichsfinanzministerium unterstellt. Die Einrichtung hatte ein staatliches Monopol zur Branntweinherstellung in Deutschland durchzusetzen und zu bewahren, vor allem, um gesundheitliche Gefahren von der Bevölkerung abzuwenden; außerdem erhob sie die Branntweinsteuer. Erste Entwürfe solcher Regelungen der Alkoholmarkt- und Agrarpolitik hatte es bereits in Preußen gegeben. Um 1820 hatte man dort die „Maischbottichsteuer“ eingeführt.
Ein Präsident leitete die RMV, dem das Reichsmonopolamt unterstellt war. Das Amt, das von einem Beirat und einem Gewerbeausschuss unterstützt wurde, hatte als Exekutive eine Verwertungsstelle. Die Verwaltungsgebäude der Reichsmonopolverwaltung für Branntwein wurden 1927 und 1928 nach Entwürfen von Paul Renner in der Ringbahnstraße 10–14 in Berlin-Tempelhof errichtet. Für die Beschäftigten der Reichsmonopolverwaltung entstand zwischen 1922 und 1923 nach Plänen von Wolfgang Binder die Monopol-Siedlung im Stadtteil Berlin-Mariendorf.

### Branntweinmonopolverwaltung nach 1945
Bis 1949 befand sich der Hauptsitz der RMV auf einem großen Areal in Berlin-Lichtenberg, zwischen der Herzbergstraße und der Rittergutstraße (heutige Josef-Orlopp-Straße), auf dem dann der VEB Bärensiegel Berlin entstand.
1951 wurde die Bundesmonopolverwaltung für Branntwein neu gegründet und übernahm die Aufgaben der RMV: Sie initiierte die erforderlichen Gesetze, Verordnungen, Durchführungsbestimmungen und kontrollierte deren strikte Einhaltung im gesamten deutschen Bundesgebiet. Die Zentrale zog aus der Viersektorenstadt Berlin nach Offenbach. 1953/1954 erfolgte ein kompletter Neubau nach Plänen des Architekten Adolf Bayer. Der 1,4 Millionen Mark teure Neubau entstand aus Spargründen auf den hufeisenförmigen Sandsteinfundamenten der kriegszerstörten Friedrichschule. Präsident der Bundesmonopolverwaltung war ab 1969 der Jurist Ludwig Münsterer (* 1924). Das Gebäude steht seit 2010 unter Denkmalschutz. Das Vestibül mit umlaufenden Galerien erstreckt sich über vier Stockwerke und wird durch ein buntes Glaskunstfenster abgeschlossen, das von Hans Leistikow entworfen wurde. Das Fenster ist 13 Meter hoch und 10 Meter breit und zeigt eine aufsteigende stilisierte Taube.

## Rechtliche Grundlage
Rechtliche Grundlage für die Bundesmonopolverwaltung für Branntwein waren das Gesetz über die Errichtung der Bundesmonopolverwaltung für Branntwein (BGBl. 1951 I S. 491). Die Rechtsgrundlage für das Branntweinmonopol wiederum war das Gesetz über das Branntweinmonopol (BranntwMonG) vom 8. April 1922, das die damalige Reichsmonopolverwaltung für Branntwein begründete. Das Gesetz wurde 1963 neu gefasst und 1991 noch einmal erweitert.
Das Branntweinmonopolgesetz wurde in der Folge regelmäßig den aktuellen Erfordernissen angepasst, zuletzt geändert durch Art. 238 der Verordnung vom 31. August 2015. Es trat gemäß seinem § 166 Abs. 1 S. 2 mit Ablauf des 31. Dezember 2017 außer Kraft. Es enthält in sechs Teilen, untergliedert in weitere zahlreiche Abschnitte, exakte Festlegungen über die Verwaltung des Monopols; die Herstellung und Reinigung des Branntweins; die Einteilung der Brennereien; Brennrechte; Überwachung der Herstellung, Verwendung, Lieferung, Preisgestaltung und zur Erhebung von Steuern für Branntwein in Deutschland. – Das BranntwMonG ist ein Doppelgesetz. Es regelte die nationale Teilmarktordnung für Agraralkohol ebenso wie die Besteuerung von destilliertem Ethylalkohol und Spirituosen (Branntweinsteuer). Die Branntweinsteuer wird von den Hauptzollämtern erhoben. 2008 betrug das Branntweinsteueraufkommen in Deutschland rund 2,1 Milliarden Euro.
Die Behörde sollte das Branntweinmonopol verwalten, das seinem Inhalt nach eine nationale Teilmarktordnung für Ethanol mit agrar- und sozialpolitischen Zielsetzungen, seiner Form nach ein Finanzmonopol gemäß den Art. 105, Art. 106 und Art. 108 Grundgesetz ist.
1976 entschied der Europäische Gerichtshof, dass das bis dahin geltende Einfuhrmonopol gegenüber preiswerterem Agraralkohol aus anderen EU-Mitgliedstaaten gegen den EG-Vertrag verstößt. Da die Herstellungskosten für in Deutschland in landwirtschaftlichen Brennereien erzeugten Agraralkohol höher liegen als die Herstellungskosten in Alkoholfabriken industriellen Ausmaßes in anderen EU-Mitgliedstaaten, muss das Branntweinmonopol seither mit einem Zuschuss aus dem Bundeshaushalt gestützt werden (2009: circa 80 Millionen Euro).

## Gliederung
Die Leitung wurde durch ihren Präsidenten ausgeübt. Es gab das Bundesmonopolamt und die Verwertungsstelle für Agraralkohol. Dem Bundesmonopolamt oblagen die hoheitlichen Aufgaben und die Grundsatzangelegenheiten im Rahmen des Branntweinmonopolgesetzes einschließlich der daraus resultierenden Einzelaufgaben. Die Verwertungsstelle erledigte die kaufmännischen Geschäfte, stellte eine Bilanz mit Gewinn- und Verlustrechnung auf und fertigte einen Geschäftsbericht.

## Aufgaben
Die Aufgaben der BfB bestanden in der Übernahme des im Monopolgebiet hergestellten Agraralkohols aus den kleinen und mittelständischen landwirtschaftlichen Brennereien sowie der Reinigung, Aufbereitung und Verwertung dieses Alkohols. Im Einzelnen handelt es sich um beinahe 700 landwirtschaftliche Kartoffel- und Getreide-Verschlussbrennereien, acht Obstgemeinschaftsbrennereien sowie ungefähr 21.000 aktive Abfindungsbrennereien, die über historische oder seit 1922 erworbene Brennrechte oder Brennkontingente verfügen. Zur Reinigung, Aufbereitung und Verwertung des Alkohols unterhält die BfB drei eigene Reinigungsbetriebe in Wittenberg, München und Nürnberg, sowie vier weitere Lagerbetriebe in Hamburg, Holzminden, Neu-Isenburg und Düsseldorf. Der von der BfB vermarktete Agraralkohol, auch „Primasprit“ oder „Monopolsprit“ genannt, entspricht den arznei- und lebensmittelrechtlichen Vorschriften und wird an Hersteller verschiedener Endprodukte, die auf der Basis von Neutralalkohol erzeugt werden, verkauft. Hierbei handelt es sich im Einzelnen um Hersteller von bestimmten Spirituosen, aber auch Aromen, Arzneimitteln und Kosmetika. Kontrolliert wird die Qualität des Neutralalkohols in den Labors der BfB.
Die BfB ist, entgegen ihrem historischen Namen kein Staatsmonopolunternehmen mehr, da sie ihren Agraralkohol auf dem deutschen Markt im Wettbewerb mit Alkohol aus freien deutschen Brennereien, aus anderen EU-Mitgliedstaaten oder Drittländern absetzen muss.
Infolge der nationalen Reform des Branntweinmonopols durch das Haushaltssanierungsgesetz von 1999 wurden die gewerblichen Brennereien aus dem Branntweinmonopol ausgegliedert, so dass seither eine freie Alkoholproduktion und -verwertung außerhalb des Branntweinmonopols erlaubt ist. So produzieren seit 2004 außerhalb des Branntweinmonopols Brennereien Agraralkohol in beträchtlichem Umfange. Darunter sind einige Großbrennereien zur Herstellung von Kraftstoffethanol (Bioethanol), der in Deutschland seit 2007 nach dem Biokraftstoffquotengesetz Ottokraftstoff beigemischt werden muss. 2007 betrug die Gesamtalkoholerzeugung in Deutschland rund sieben Millionen Hektoliter. Die Erzeugung innerhalb des Branntweinmonopols und damit unter Steuerung der BfB erreicht demgegenüber nur eine Größenordnung von ungefähr 600.000 Hektolitern pro Jahr.

## Entwicklung

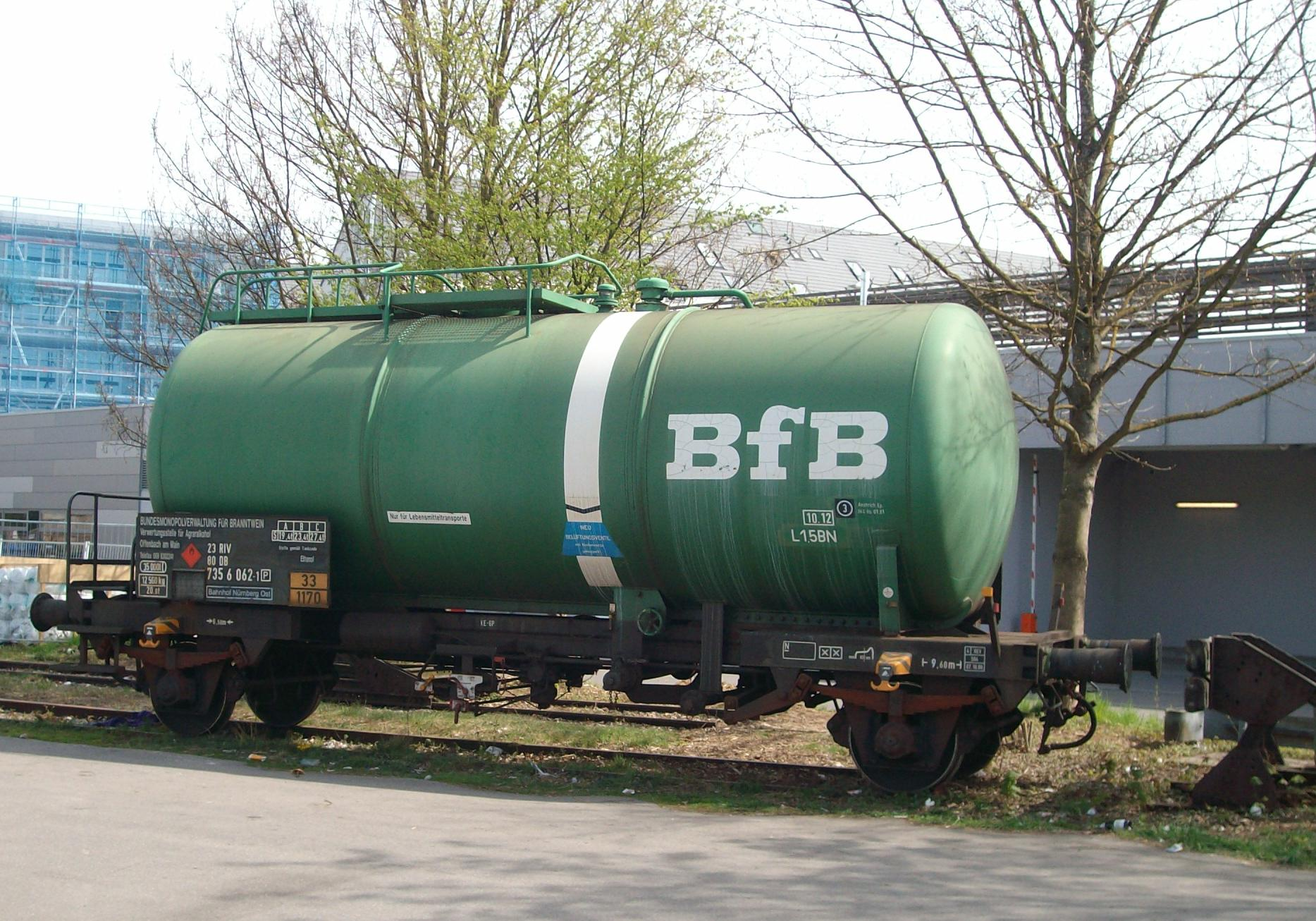
Kesselwagen der BfB

Durch die Urteile des Europäischen Gerichtshofs 1976 konnte der von der BfB zu festgelegten Preisen aus landwirtschaftlichen Brennereien übernommene Alkohol nicht mehr kostendeckend oder mit Gewinnen auf dem deutschen Markt abgesetzt werden, da nun billige Alkoholbezüge aus anderen EU-Mitgliedstaaten zugelassen werden mussten. Die Herstellungskosten für Agraralkohol liegen in anderen EU-Mitgliedstaaten und in Drittländern deutlich unter den Herstellungskosten des im Rahmen des Branntweinmonopols erzeugten Agraralkohols, weil dort Agraralkohol in Alkoholfabriken industriellen Ausmaßes auf der Basis des preiswerten Rohstoffs Zuckerrüben- oder Zuckerrohrmelasse einzügig hergestellt wird. Um die heimischen landwirtschaftlichen Brennereien, die Agraralkohol auf Basis der teureren Rohstoffe Getreide, Kartoffeln und Obst gewinnen, zu stützen, erhält die Bundesmonopolverwaltung einen Zuschuss aus dem Bundeshaushalt, um ihren Neutralalkohol im Wettbewerb mit EU-Anbietern und seit 2004 im Wettbewerb mit Drittlandsalkohol sowie Alkohol aus freien deutschen Brennereien absetzen zu können. Auf Grund der EU-Alkoholmarktverordnung Nr. 670/2003, die zum 1. Januar 2004 in Kraft trat, musste das noch bestehende Einfuhrmonopol der Bundesmonopolverwaltung gegenüber Drittlandalkohol vollständig aufgehoben werden. Infolge der nationalen Reform des Branntweinmonopols durch das Haushaltssanierungsgesetz 1999 und der erfolgten Zwangsausgliederung der gewerblichen Brennereien aus dem Branntweinmonopol bis zum 30. September 2006 gibt es seither freie Brennereien in Deutschland, die außerhalb des Branntweinmonopols Agraralkohol erzeugen.
System der Alkoholproduktion in der Bundesrepublik Deutschland 1983:
- 206.000 kleinere Alkoholerzeuger (Stoffbesitzer), durften maximal 50 Liter Branntwein pro Jahr herstellen
- 32.000 Abfindungsbrennereien, durften maximal 300 Liter Branntwein pro Jahr herstellen[12]
- 1200 Verschlussbrennereien durften unterschiedliche Mengen an Branntwein produzieren und im Jahresbrennrecht wurde die Garantiepreismenge festgelegt.

Alle 239.000 Alkoholerzeuger verkauften danach zu Garantiepreisen an die Bundesmonopolverwaltung, die wiederum zu Marktpreisen den Alkohol an die Industrie (Spirituosenhersteller, Kosmetikindustrie, Chemieindustrie etc.) weiterverkaufte. Vergällter Alkohol (Brennspiritus; „Äthanol denaturiert“) wurde bis in die 1980er Jahre ebenfalls über die Bundesmonopolverwaltung vertrieben, seit den 1980er Jahren durften die Alkoholfabriken zunächst in Lizenz den Spiritus auch direkt verkaufen. Der Brennspiritus wurde zunächst nur in Apotheken und Drogerien verkauft. Seit den 1990er Jahren ist Spiritus auch in Supermärkten zu haben. Die Abnahmegarantien der BfB verursachten 1983 einen Alkoholüberschuss von 78 Millionen Litern, und es gab staatliche Stützungsbeiträge in Höhe von rund 250 Millionen DM.

## Abschaffung des Branntweinmonopols
Seit der Verwirklichung des Europäischen Binnenmarktes war das deutsche Branntweinmonopol umstritten (sogenannte produktbezogene Beihilfen). Nachdem die EU immer wieder Verlängerungen zugestimmt hatte, lief das Monopol für landwirtschaftliche Verschlussbrennereien zum 30. September 2013 endgültig aus. Das Monopol für Obstgemeinschaftsbrennereien und Abfindungsbrennereien lief zum 31. Dezember 2017 aus. Die Brennrechte der landwirtschaftlichen Verschlussbrennereien wurden seit dem 1. Oktober 2010 schrittweise gesenkt. Allerdings erhalten die Brenner eine Ausgleichszahlung. Bei Abfindungsbrennereien begann die Übergangsfrist am 1. Oktober 2013. Hier werden aber bereits flächenbezogene Beihilfen als Nachfolgeregelung diskutiert. Mit Ablauf des 31. Dezember 2017 ist das Branntweinmonopolgesetz insgesamt außer Kraft getreten und damit das Branntweinmonopol vollständig abgeschafft. Damit sind auch die verbliebenen Aufgaben der Bundesmonopolverwaltung entfallen, die bereits seit 2013 schrittweise verkleinert worden war. Per Gesetz wurde die Bundesmonopolverwaltung daher mit Ablauf des 31. Dezember 2018 endgültig aufgelöst, die dann noch verbliebenen Bediensteten wechselten in die Bundeszollverwaltung. Von 650 Mitarbeitern in den 1970er Jahren waren 2018 noch 20 Mitarbeiter übrig.